# العلاقات البليزية العمانية
العلاقات البليزية العمانية هي العلاقات الثنائية التي تجمع بين بليز وسلطنة عمان.

## مقارنة بين البلدين
هذه مقارنة عامة ومرجعية للدولتين:
| وجه المقارنة                                              | بليز         | سلطنة عمان    |
| --------------------------------------------------------- | ------------ | ------------- |
| المساحة (كم2)                                             | 22.97 ألف    | 309.50 ألف    |
| عدد السكان (نسمة)                                         | 374.68 ألف   | 4.64 مليون    |
| الكثافة السكانية (ن./كم²)                                 | 16.31        | 14.99         |
| العاصمة                                                   | بلموبان      | مسقط          |
| اللغة الرسمية                                             | لغة إنجليزية | اللغة العربية |
| العملة                                                    | دولار بليزي  | ريال عماني    |
| الناتج المحلي الإجمالي (بليون دولار)                      | 1.84 مليار   | 72.64 مليار   |
| الناتج المحلي الإجمالي (تعادل القوة الشرائية) بليون دولار | 3.05 مليار   | 179.49 مليار  |
| الناتج المحلي الإجمالي الاسمي للفرد دولار أمريكي          | 4.88 ألف     | 15.55 ألف     |
| الناتج المحلي الإجمالي للفرد دولار أمريكي                 | 8.42 ألف     | 38.63 ألف     |
| مؤشر التنمية البشرية                                      | 0.715        | 0.793         |
| رمز المكالمات الدولي                                      | +501         | +968          |
| رمز الإنترنت                                              | .bz          | عمان          |
| المنطقة الزمنية                                           | 00           | ت ع م+04:00   |

## منظمات دولية مشتركة
يشترك البلدان في عضوية مجموعة من المنظمات الدولية، منها:
| علم المنظمة | اسم المنظمة                        | تاريخ انضمام بليز | تاريخ انضمام سلطنة عمان |
| ----------- | ---------------------------------- | ----------------- | ----------------------- |
|             | وكالة ضمان الاستثمار متعدد الأطراف | 29 يونيو 1992     | 1989                    |
|             | منظمة الشرطة الجنائية الدولية      | ?                 | ?                       |
|             | منظمة حظر الأسلحة الكيميائية       | ?                 | ?                       |
|             | منظمة التجارة العالمية             | ?                 | 2000                    |
|             | الفريق المعني برصد الأرض           | ?                 | ?                       |
|             | الأمم المتحدة                      | 25 سبتمبر 1981    | 7 أكتوبر 1971           |
|             | مؤسسة التمويل الدولية              | 19 مارس 1982      | 1973                    |
|             | يونسكو                             | 10 مايو 1982      | 10 فبراير 1972          |
|             | مؤسسة التنمية الدولية              | 19 مارس 1982      | 1973                    |
|             | البنك الدولي للإنشاء والتعمير      | 19 مارس 1982      | 1971                    |
|             | الاتحاد البريدي العالمي            | ?                 | ?                       |
|             | الاتحاد الدولي للاتصالات           | 16 ديسمبر 1981    | 28 أبريل 1972           |

## وصلات خارجية
- موقع وزارة الخارجية البليزية
- موقع وزارة الخارجية العمانية